# 森永泰弘
森永 泰弘（もりなが やすひろ、1980年8月1日 - ）は、日本のサウンドデザイナー/サウンドアーティスト。東京都出身。

## 人物
幼少よりダンスを習い身体表現を行ってきたが、作曲家のジョン・ケージと振付家のマース・カニンガムによるダンス作品に影響を受け、サウンド制作に興味を持つ。メルボルン大学ヴィクトリアン・カレッジ・オブ・アーツに入学し、映画やダンスの音楽やサウンドデザインを勉強する。この頃からミニディスクやウォークマンを使い録音を用いた音楽を制作することに没頭する。帰国後、東京藝術大学大学院映像研究科の一期生として入学し、そのまま博士課程に進学する。同課程を満期退学し映画理論家/作曲家のミシェル・シオンに師事するため渡仏する。帰国後は、芸術・音楽人類学的な視座から世界各地をフィールドワークし、楽器や歌の初源、儀礼や祭祀のサウンドスケープ、都市や集落の環境音をフィールドレコーディングしたインスタレーションやパフォーマンス作品を発表している。

## インスタレーション
- 2024年- The Voice of Inconstant Savage / ENGAWA - Centro De Arte Moderna, Gulbenkian, Lisbon
- 2020年- POLLINATORS/さいたま国際芸術祭2020
- 2019年- 飛生芸術祭(アヨロラボラトリー＆石川直樹との共作)
- 2018年- 惑星の光と声/ 写真都市展(石川直樹と共作)/21_21デザインサイト
- 2016年- 青森EARTH2016/青森県立美術館
- 2016年- Trading Garden/アークヒルズ六本木 (Sound&City)
- 2016年- Invisible Ensemble(Java)/スパイラル(Spectrum File Series)
- 2015年- 青森EARTH2015/青森県立美術館
- 2012年- Cloud of Unknowing(音楽)/ヴェネツィア・ビエンナーレ
- 2010年- SONY Monolithic Design Show/ミラノサローネ見本市
- 2009年- HEAVENHELL/ヨコハマ国際映像祭2009+トロント国際映画祭

## メディア・パフォーマンス
- 2019年- SETAN JAWA(無声映画＋立体音響コンサート) - 響きあうアジア2019(ガリン・ヌグロホ＆コムアイ) - 有楽町朝日ホール
- 2017年- 惑星の光と声(VJ&DJコンサート) - 水戸芸術館 ACM劇場
- 2016年- Marginal Gongs (演出)/スパイラルホール(東京)
- 2016年- Message from a Medicine Man - エスプラネード・シアターズ・オン・ザ・ベイ(シンガポール)
- 2015年- A Widow in Batavia - JAZZTREFFEN 2015
- 2014年- Anabiosis Passage - インドネシア国立劇場GKJ音楽祭
- 2014年- Cine-concert- 第9回ジョグジャNETPACアジア映画祭
- 2014年- To Belong - Soundlive - ACC50周年記念事業
- 2011年- Invisible City イタリア音響音楽センターTemporeale音楽祭
- 2011年- Irpinia Soundscape インターフェレンツェ新芸術祭

## 映画
- 2022年- 籠城 (サウンドデザイン) 東京大学東アジア藝文書院（EAA）一高プロジェクト
- 2020年- The Edge of Daybreak (音楽)/ロッテルダム国際映画祭タイガーアワード・コンペティション部門
- 2019年- The Science of Fiction (音楽&サウンドデザイン)/ロカルノ国際映画祭コンペティション部門スペシャルメンション賞
- 2017年- The Seen and Unseen (音楽&サウンドデザイン)/第69回ベルリン国際映画祭Generation Kplus部門最優秀賞
- 2016年- ANASTASIS (音楽)/第11回ジョグジャNETPACアジア映画祭でコンサート上映
- 2016年- 大和 (サウンドデザイン)
- 2015年- 映像の発見 ― 松本俊夫の時代 (サウンドデザイン)
- 2015年- 渦 (サウンドデザイン)
- 2014年- 5to9 (音楽)/日・タイ・シンガポール・中国のオムニバス映画
- 2011年- 孤独な惑星 (サウンドデザイン)
- 2011年- 恋の罪 (音楽)/第64回カンヌ国際映画祭ほか
- 2011年- Bunohan (サウンドデザイン・コンサルタント)
- 2010年- A Ripe Volcano (音楽)
- 2010年- 少年の中の少年 (音楽)
- 2009年- EARTH (音楽)/第66回ヴェネツィア国際映画祭でコンサート上映
- 2009年- KARAOKE (サウンドデザイン)/第62回カンヌ国際映画祭の監督週間部門ほか
- 2008年- BlockB (サウンドデザイン)/2009年ロッテルダム国際映画祭ほか
- 2007年- A Bao A Qu (サウンドデザイン)/2008年釜山国際映画祭ニューカレンツ部門ほか

## 舞台芸術
- 2019年- PEER GYNTS - わくらばの夢 (音楽)/SPAC 静岡県舞台芸術センター
- 2019年- The Seen and Unseen (音楽)/エスプラネード・シアターズ・オン・ザ・ベイ(シンガポール)
- 2018年- GONG ex MACHINA (音楽)/ジャカルタ芸術劇場GKJ
- 2018年- MEDIUM (音楽・サウンドデザイン)/エスプラネード・シアターズ・オン・ザ・ベイ(シンガポール)
- 2018年- The extremities of a Surface(音楽)
- 2017年- Study for Self/portrait (音楽) / 原美術館
- 2017年- Surface and Destroy (音楽) / 城崎国際アートセンター
- 2014年- 10000Tigers(音楽)/エスプラネード・シアターズ・オン・ザ・ベイ(シンガポール)
- 2014年- Decimal Point 0(音楽)/サブステーション(シンガポール)
- 2014年- Uterus(音楽監督)/ジュネーヴ(スイス)、ヌシャテール(スイス)、ローザンヌ(スイス)
- 2014年- SHELL (音楽監督・ドラマトゥルク)/パダン国際ダンスフェスティバル(パダン)
- 2014年- To Belong-Suwung-(音楽監督)/Dance New Airフェスティバル(東京)
- 2013年- A Male Ant Has Straight Antenna- (音楽監督)/カマーニ劇場(デリー/インド)
- 2013年- To Belong-cyclonicdream-(音楽監督)/茅野市民館(長野)
- 2012年- To Belong-dialogue-(音楽監督)/サリハラ劇場(ジャカルタ)・シアタートラム(東京)

## 出版物
- 2023年- [LP] Field Recoridng Series: Sombat Simla - Master of Bamboo Mouth Organ Black Truffle Records, Germany]
- 2022年- [CD+LP] Exploring Gong Culture of Southeast Asia [Subrosa, Belgium]
- 2020年- [BOOK] LIJIANG WITH/OUT [Asian Cultural Council+Lijiang Studio Foundation, U.S.A]
- 2014年- [CD]Field Recording Series: He Xiu Dong(Dongba Shaman)[Lijiang, China]
- 2014年- [CD]Field Recording Series: Slamet Gundono [Surakarta, Indonesia]
- 2013年- [CD]Field Recording Series: Endah Laras [Surakarta, Indonesia]
- 2015年- [CD]Archival Sound Series: Jose Maceda (フィリピン大学民族音楽学部との共作)
- 2015年- [CD]To Belong - Soundtrack for the Contemporary Dance
- 2012年- [CD]Japanese Girls at Harbour(Roberto Paci Dalòとの共作)
- 2010年- [CD]Archival Sound Series: Sir.Ludwig Koch (英国立図書館との共作)

## ワークショップ/レクチャー/イベント
- 2023年- Rijksakademie van Beeldende Kunsten, Amsterdam
- 2023年- Ecole Jeannine Manuel, Paris
- 2023年- The Japan Society of Image Arts and Sciences, Japan
- 2020年- 多摩美術大学 エクスペリメンタルワークショップ(EWS)
- 2019年- 山形国際ドキュメンタリー映画祭ドキュメンタリー道場/山形県
- 2018年- ウイマム文化芸術プロジェクト/北海道
- 2018年- ムンバイ・アッセンブリー(ムンバイ/インド)
- 2018年- Srishti Institute of Art, Design and Technology(バンガロール/インド)
- 2018年- Satyajit Ray Film & TV Institute (コルカタ/インド)
- 2017年- 惑星の光と声、新潟の水と土(石川直樹とのDJ/VJイベント) 新潟市民美術館/水と土の芸術祭2018プレイベント
- 2017年- 国際交流基金ハノイ支部 レクチャー
- 2017年- WYSTコレクティブ(アンサンブルズ・アジア・オーケストラ)
- 2017年- 惑星の光と声(石川直樹とのDJ/VJイベント) 水戸芸術館ACM劇場
- 2017年- 群馬県立女子大学
- 2016年- 宮古島コレクティブ(アンサンブルズ・アジア・オーケストラ)
- 2016年- 東京工芸大学
- 2016年- 首都大学東京
- 2016年- ワールド・ミュージック・ナイト(銀座MUSIC BAR) with 灰野敬二 / 田原桂一
- 2016年- ハノイ・コレクティブ・オーケストラ(アンサンブルズ・アジア・オーケストラ)
- 2016年- Sound & City (アークヒルズ六本木)
- 2015年- 宮古島コレクティブ(アンサンブルズ・アジア・オーケストラ)
- 2015年- 青森EARTH2015 (青森県立美術館)
- 2014年- 香港中文大学
- 2013年- 東京工芸大学
- 2013年- 茅野市民館（日本/長野県茅野市）
- 2013年- ナポリ芸術アカデミー (ナポリ/イタリア)
- 2013年- ガティ・ダンス・フォーラム(デリー/インド)
- 2012年- 東京工芸大学
- 2012年- 信州大学人文学部
- 2012年- 国際ウェブ・アート芸術祭 (ペスカラ/イタリア)
- 2012年- ベネベント・カトリック中等学校 (ベネベント/イタリア)
- 2011年- レテ・シチリア－ナ音風景財団 (パレルモ/シチリア)
- 2009年- 21世紀における録音文化国際会議(企画運営) 文化庁助成

## フェローシップほか
- 2020年- 文化庁新進芸術家海外研修(長期) ポルトガル
- 2014年- アジアン・カルチュラル・カウンシル 在外研究員
- 2010年- 京都大学東南アジア研究所/日本財団 API フェロー
- 2008年- ベルリン国際映画祭 タレント・キャンパス
- 2007年- 釜山国際映画祭 アジアン・フィルム・アカデミー